# ゲット・オーヴァー・イット (アルバム)
『ゲット・オーヴァー・イット』（Get Over It）は、アメリカのハードロックバンド、Mr. Bigがリリースした、5作目のオリジナルアルバムである。

## 内容
ポール・ギルバートが脱退し、リッチー・コッツェン加入後初のアルバム。
2曲目"Static"は、"来日記念盤"と題され、シングル発売された。

## 収録曲
1. Electrified – 4:12
2. Static – 3:07
3. Hiding Place – 4:46
4. Superfantastic – 3:45
5. A Rose Alone – 3:52
6. Hole in the Sun – 3:46
7. How Does It Feel - 4:14
8. Try to Do Without It – 4:54
9. Dancin' with My Devils – 3:43
10. Mr. Never in a Million Years – 5:40
11. My New Religion – 3:20
12. Water over the Bridge (日本語版のみ収録)– 3:32

## メンバー
1. Billy Sheehan - ベース、ヴォーカル
2. Eric Martin - ヴォーカル
3. Pat Torpey - ドラム、ヴォーカル
4. Richie Kotzen - ギター、ヴォーカル

## プロダクション
Pat Regan - ミキシング、エンジニア